# Robert Czesak
Robert Czesak – polski scenograf filmowy. Dwukrotny laureat Polskiej Nagrody Filmowej za najlepszą scenografię. Członek Polskiej Akademii Filmowej.

## Filmografia[1]
scenografia:
- Oczy niebieskie (1994)
- E=mc2 (2002)
- Wróżby kumaka (2005)
- Strajk. Die Heldin von Danzig (2006)
- Rewers (2009)
- Anna German (2016, serial)
- Ziarno prawdy (2015)
- Pan T. (2019)

## Nagrody i wyróżnienia[1]
- 2006: nominacja do Polskiej Nagrody Filmowej za scenografię do filmu Wróżby kumaka
- 2008: nominacja do Polskiej Nagrody Filmowej za scenografię do filmu Strajk. Die Heldin von Danzig
- 2010: Polska Nagroda Filmowa za scenografię do filmu Rewers
- 2020: Polska Nagroda Filmowa za scenografię do filmu Pan T.